# لويجي ريفا
لويجي ريفا (بالإيطالية: Luigi Riva)‏ (ولد في 7 نوفمبر 1944 – 22 يناير 2024) هو لاعب كرة قدم إيطالي سابق.
ولد في ليجيونو بالقرب من ميلانو في إيطاليا بدأ ريفا مسيرته الكروية مع نادي لنيانو في موسم 1961/1962، وقد لعب معهم 22 مباراة وسجل 5 أهداف، وفي عام 1962 انتقل إلى نادي كالياري، ولعب معهم حتى اعتزاله في عام 1976، وقد شارك معهم في 373 مباراة وسجل 207 هدف.
بدأ ريفا باللعب مع منتخب إيطاليا لكرة القدم في عام 1965 وحتى عام 1974، وقد شارك معهم في 42 مباراة وسجل 35 هدف، وهو الهداف التاريخي في منتخب إيطاليا لكرة القدم.

## الوفاة
توفي لويجي ريفا في 22 يناير 2024 عن عمر ناهز التاسعة والسبعين.

## روابط خارجية
- لويجي ريفا على موقع الاتحاد الدولي (مؤرشف)  (الإنجليزية)
- لويجي ريفا على موقع الاتحاد الأوربي (الإنجليزية)
- لويجي ريفا على موقع قاعدة بيانات كرة القدم.إي يو (الإنجليزية)
- لويجي ريفا على موقع ليكيب (الفرنسية)
- لويجي ريفا على موقع ناشيونال فوتبول تيمز (الإنجليزية)
- لويجي ريفا على موقع عالم كرة القدم.نت (الإنجليزية)